# Грузија на Европском првенству у атлетици на отвореном 2016.
Грузија је учествовала на 23. Европском првенству 2016. одржаном у Амстердаму, Холандија, од 6. до 10. јула. Ово је било осмо европско првенство у атлетици на отвореном на којем је Грузија наступила. Репрезентацију Грузије представљало је двоје такмичара (1 мушкарац и 1 жена) који су се такмичили у две дисциплине.
На овом првенству представници Грузије нису освојили ниједну медаљу, нити је оборен неки рекорд.

## Учесници
| Мушкарци: - Лаша Торгвајдзе — Троскок | Жене: - Валентина Љашенко — Скок увис |  |

## Резултати

### Мушкарци
| Атлетичар       | Дисциплина | Лични рекорд | Квалификације | Квалификације | Финале               | Финале  | Детаљи |
| Атлетичар       | Дисциплина | Лични рекорд | Резултат      | Место         | Резултат             | Место   | Детаљи |
| --------------- | ---------- | ------------ | ------------- | ------------- | -------------------- | ------- | ------ |
| Лаша Торгвајдзе | Троскок    | 16,87        | 16,32         | 10. у гр. А   | Није се квалификовао | 16 / 27 |        |

### Жене
| Атлетичар         | Дисциплина | Лични рекорд | Квалификације | Квалификације | Финале                | Финале  | Детаљи |
| Атлетичар         | Дисциплина | Лични рекорд | Резултат      | Место         | Резултат              | Место   | Детаљи |
| ----------------- | ---------- | ------------ | ------------- | ------------- | --------------------- | ------- | ------ |
| Валентина Љашенко | Скок увис  | 1,92 НР      | 1,80          | 13. у гр. А   | Није се квалификовала | 23 / 26 |        |